# Arcan Myth
Arcan Myth è un gioco di ruolo da tavolo creato e promosso da Archons GdR e gratuitamente disponibile su Internet in diversi formati, dal PDF grafico al DVI leggero. Oltre al manuale delle regole sul sito di Archons GdR sono presenti il libro della magia, le schede per master e personaggi, il manuale delle creature, una serie di avventure e soprattutto l'ambientazione ufficiale Endymia. 
Archons GdR inoltre aderisce a Stonhenge WR, un web ring dedicato esclusivamente ai giochi di ruolo italiani gratuiti.

## Sistema di gioco
Arcan Myth propone un sistema privo di classi e livelli con una meccanica piuttosto semplice e lasciando ampia libertà al giocatore sulla costruzione del personaggio, dando spazio alla sua anima, al suo carattere e ai suoi princìpi.
Sulla scheda il personaggio è definito da 5 caratteristiche di base, ognuna di queste collegata a un numero più consistente di abilità che determinano cosa sa e cosa sa fare il personaggio all'atto pratico. Molta importanza hanno le abilità speciali, queste ultime slegate dalle caratteristiche, che determinano come il personaggio possa usare al meglio le sue abilità fisiche o relative a poteri occulti (Magie, preghiere, poteri mentali o abilità straordinarie). Ogni abilità può raggiungere, salvo alcune eccezioni, al massimo il valore 12.
La risoluzione delle azioni si riduce, quando è necessario, ad un solo tiro di dado eguale per tutte le abilità ed eventualmente ad un altro tiro per determinarne l'efficacia o la qualità (come ad esempio il combattimento). Il valore nella propria abilità viene sommato alla caratteristica di base associata e al tiro del dado: per stabilire se un personaggio è riuscito nella sua impresa si confronta il valore ottenuto con quello deciso dal Master per quella determinata azione, oppure al valore ottenuto dall'avversario nel caso di un confronto (non necessariamente di combattimento).
Il manuale delle regole propone 9 razze fantasy alcune delle quali sono suddivise in sottorazze. Ognuna di questa accede a una serie di doti e mancanze che definiscono meglio la loro natura e che possono essere influenti nel corso del gioco.
Pur essendo privo di classi tra le appendici si trovano le "Linee Guida", una serie di consigli su quali abilità scegliere se si vuole generare un certo tipo di personaggio (per esempio un guerriero o un mago, ma anche un ambasciatore o un mercante).

### Magia e poteri
Arcan Myth propone un sistema di magia sui generis fin dalla prima edizione. Vi sono 4 vie magiche in cui confluiscono tutti gli incantesimi e un personaggio mago può accedere fino a un massimo di 3 vie magiche. Man mano che prende confidenza col potere magico il mago accumula ed espande il proprio mana che poi utilizza per lanciare gli incantesimi. Qualsiasi incantesimo presente in Arcan Myth è considerato di livello base, ma il mago, spendendo più mana per il lancio dell'incantesimo, può potenziarlo in svariate direzioni (effetti particolari, distanza, area e così via) avendo come tetto massimo la sesta potenza. Il mago recupera il mana un tanto all'ora, semplicemente non lanciando incantesimi.
Il personaggio può inoltre intraprendere ed esplorare una via spirituale, divenendo attivista e sacerdote di una delle religioni presenti nell'ambientazione. Facendo questo può accedere ai poteri spirituali, entrando in contatto con degli spiriti inviati dalla divinità attraverso il proprio spirito. Il sacerdote utilizza lo spirito per attivare alcuni poteri dell'entità con cui comunica e lo recupera attraverso la preghiera quotidiana, ordinaria e straordinaria. Maggiore sarà lo spirito utilizzato dal sacerdoti e più profondi e potenti saranno i poteri attivati.
Un'altra scelta per il proprio personaggio è quella di poter sviluppare e potenziare dei poteri mentali, suddivisi in tre categorie: Psicoscienza, Telepatia e Psicocinesi. Più punti vengono assegnati alle categorie e maggiori sarà il numero e l'impatto dei poteri mentali che il personaggio può acquisire.

## Avventure
Sul sito del gioco di ruolo sono state pubblicate nel corso degli anni diverse avventure, sempre scaricabili gratuitamente. Due di queste, "Quadri in un'esposizione" nel 2004 e "Il Cartomante" nel 2006, sono state utilizzate per un torneo di giochi di ruolo valido per il circuito nazionale (allora conosciuto come Raven Cup e successivamente come Campionato GdR). "Il Cartomante" ha inoltre vinto il premio come "Miglior ambientazione originale" del circuito del 2006.